# Hydrornis
Genre
Hydrornis est un genre d'oiseaux de la famille des Pittidae dont les 13 espèces se rencontrent en Asie du Sud-Est.

## Liste d'espèces
Selon la classification de référence du Congrès ornithologique international (version 2.11, 2012) :
- Hydrornis phayrei – Brève ornée
- Hydrornis nipalensis – Brève à nuque bleue
- Hydrornis soror – Brève à dos bleu
- Hydrornis oatesi – Brève à nuque fauve
- Hydrornis schneideri – Brève de Schneider
- Hydrornis caeruleus – Brève géante
- Hydrornis baudii – Brève à tête bleue
- Hydrornis cyaneus – Brève bleue
- Hydrornis elliotii – Brève d'Elliot
- Hydrornis guajanus – Brève azurine
- Hydrornis irena – Brève d'Irène
- Hydrornis schwaneri – Brève de Schwaner
- Hydrornis gurneyi – Brève de Gurney